# Jakow Borissowitsch Estrin
Jakow Borissowitsch Estrin (russisch Яков Борисович Эстрин, wiss. Transliteration Jakov Borisovič Ėstrin; * 21. April 1923 in Moskau; † 2. Februar 1987 ebenda) war ein sowjetischer Schachmeister und der siebente Fernschachweltmeister.

## Leben
Von Beruf Jurist, beschäftigte er sich überwiegend mit Schach, das er als Siebenjähriger erlernte. Nach seinem Jura-Studium in Moskau veröffentlichte er eine Reihe schachjournalistischer und schachtheoretischer Schriften (insgesamt über 200 Titel) und legte damit den Grundstein für seinen späteren Lehrstuhl für Schach an der Sportuniversität Moskau. Er wurde ausgezeichnet als „Verdienter Trainer der RSFSR“.
Im Nahschach erzielte er gute Resultate: 1946 teilte er bei den Meisterschaften der RSFSR den 2.–4. Platz. Im Jahre 1949 erhielt er den Titel Meister des Sports. Er nahm 13 Mal am Finale der Moskauer Meisterschaften teil. Estrin gewann 1976 mit Burevestnik Moskau den European Club Cup. Seine beste Elo-Zahl betrug 2450, er hatte diese von 1974 bis 1976. Vor Einführung der Elo-Zahlen war Estrins beste historische Elo-Zahl 2580. Diese erreichte er im November und Dezember 1953. Aufgrund seiner Erfolge verlieh ihm die FIDE 1975 den Titel eines Internationalen Meisters.
Fernschach spielte er seit 1945. 1963 wurde er Fernschachmeister der UdSSR und nahm anschließend an der 5. Fernschachweltmeisterschaft teil, bei der er 13. wurde, bei der 6. Weltmeisterschaft wurde er Dritter, die 7. (ausgetragen 1971 bis 1975) gewann er dann schließlich. Im Jahre 1965 wurde er Internationaler Fernschachmeister, 1966 Fernschach-Großmeister.
Estrin trat besonders als Eröffnungstheoretiker in Erscheinung. Seine Eröffnungsmonographien wurden in zahlreiche Sprachen übersetzt.

## Werke
- (zusammen mit Wassili Panow) Grundzüge der Schach-Eröffnungen, 3 Bände, Rudi Schmaus, Heidelberg 1980.
- Theorie und Praxis des Zweispringerspiels. 3. Auflage, Walter Rau Verlag, Düsseldorf 1982. ISBN 3-7919-0205-0.
- (unter Mitarbeit von Igor Glaskow) Drei offene Eröffnungen. Läuferspiel − Ungarische Partie − Ponziani-Eröffnung. Franckh, Stuttgart 1983. ISBN 3-440-05158-7.
- Bauernopfer in der Eröffnung. 2. Auflage, Franckh, Stuttgart 1983. ISBN 3-440-04880-2.
- Die Italienische Partie. Franckh, Stuttgart 1985. ISBN 3-440-05412-8.
- (Hrsg. unter Mitarbeit von Isaak Romanow): Weltmeister lehren Schach. 2. Auflage, Beyer Verlag, Hollfeld 1985. ISBN 3-89168-002-3.
- (zusammen mit Michael Botwinnik): Grünfeld-Verteidigung. Rudi Schmaus, Heidelberg 1986.
- Traxler Gegenangriff. 4. Auflage, Walter Rau Verlag, Düsseldorf 1987, ISBN 3-7919-0179-6.